# Duggie Reid
John Douglas Jamieson „Duggie“ Reid (* 3. Oktober 1917 in West Kilbride; † 8. Februar 2002 in Park Gate) war ein schottischer Fußballspieler. Als Halbstürmer trug er maßgeblich dazu bei, dass der FC Portsmouth in den Jahren 1949 und 1950 zwei englische Meisterschaften in Serie gewann. Nach zehn Jahren als Spieler für „Pompey“ war er zwischen 1959 und 1978 Platzwart des Fratton Parks. 

## Sportlicher Werdegang

### Stockport County (1935–1946)
Reid war bereits in jungen Jahren „fußballverrückt“ und spielte in seinem Heimatort Mauchline, in den die Familie kurz nach seiner Geburt gezogen war. Im Alter von 15 Jahren verschaffte ihm seine Schwester eine Ausbildungsstelle zum Klempner in Manchester und sein Schwager vermittelte ihn zum Amateurklub Heaton Chapel, der im gleichnamigen, nördlich gelegenen Stadtteil von Stockport beheimatet war. Dort begann Reid zunächst auf der Läuferposition, wurde dann jedoch weiter als Mittelstürmer ausgebildet. Sein Talent blieb nicht lange dem städtischen Profiverein Stockport County verborgen, der den damals 16-Jährigen im Februar 1934 zunächst auf Amateurbasis verpflichtete. Auf dem Weg über die Nachwuchs- und Reservemannschaften überzeugte er schnell mit seiner kraftvollen und technisch versierten Spielweise und an seinem 19. Geburtstag debütierte er in der Drittligapartie gegen Oldham Athletic. Zwar war ihm beim 4:1-Sieg ein eigenes Tor nicht vergönnt, aber er holte zwei Elfmeter für seine Mannschaft heraus (von denen einer verwandelt wurde). Auf dem Weg zum Drittligaaufstieg in der Saison 1936/37 kam er jedoch nur sporadisch zum Zug und musste sich die Position des Mittelstürmers mit den erfahreneren Spielern Leo Stevens, Joe Mantle und Alex Scott teilen, in der entscheidenden Partie gegen Lincoln City blieb er außen vor.
In der Zweitligasaison 1937/38 etablierte sich Reid in Stockports Startelf, wenngleich er dafür als rechter Außenläufer zurückgezogen wurde. Trotz des direkten Wiederabstiegs des Klubs zeigte Reid derart gute Leistungen, dass sich prominente Erstligisten für ihn interessierten. Er blieb County jedoch treu und wurde mit seiner außerordentlichen Schusshärte (vor allem bei Freistößen) sowie den kraftvollen Offensivläufen zum Publikumsliebling. Als der Zweite Weltkrieg ausbrach, war Reid erst 22 Jahre alt, so dass er – trotz der nun folgenden siebenjährigen Unterbrechung des offiziellen Ligaspielbetriebs – auch nach dem Ende der Kampfhandlungen noch eine nennenswerte Perspektive als Profifußballer besaß. Im März 1946 wechselte er schließlich für eine Ablösesumme von 7.000 Pfund zum Erstligisten FC Portsmouth.

### FC Portsmouth (1946–1956)
Nicht wenige zweifelten in Portsmouth daran, ob der relativ groß gewachsene und schwerfällig wirkende Reid die Fertigkeiten eines Erstligaspielers besaß. Als dann jedoch die höchste englische Spielklasse in ihre erste reguläre Nachkriegssaison 1946/47 ging, eröffnete Reid den Saisonauftakt für „Pompey“ gegen die Blackburn Rovers mit zwei Toren zum 2:0 nach 18 Minuten (Endstand 3:1). Obwohl der weitere Verlauf der Spielzeit für den Verein schleppend verlief und nur aufgrund eines Schlussspurts auf dem zwölften Tabellenrang endete, erzielte Reid 29 Treffer und war damit ligaweit der (geteilt) zweitbeste Torschütze – er verpasste dabei keine einzige Partie. In den kommenden Jahren setzte sich der Aufwärtstrend fort und über den achten Rang in der Saison 1947/48 katapultierte sich Reid mit seinen Mannen an die Tabellenspitze. Auf dem Weg zum ersten Meistertitel in der Saison 1948/49 steuerte Reid neun Tore in den ersten 17 Meisterschaftsspielen bei, bevor er im Anschluss an eine Verletzung einige Partien verpasste (darunter das umjubelte 4:1 gegen den amtierenden Meister FC Arsenal). Erst im März 1949 eroberte er sich seinen Stammplatz zurück und überzeugte mit einem Doppelpack gegen den AFC Sunderland (4:1). Überraschend war kurz darauf, dass Trainer Bob Jackson auf ihn beim Halbfinale gegen den Zweitligisten Leicester City im FA Cup verzichtete und prompt mit 1:3 verlor. Trotz dieser Enttäuschung erholte sich Portsmouth im Meisterschaftskampf und Reid trug dazu sechs Tore in dieser Phase bei. In der Saison 1949/50 verteidigte Portsmouth den Titel und Reid schoss im Verlauf 17 Ligatore, darunter jeweils einen Hattrick gegen den FC Everton (7:0), den FC Chelsea (4:0) und Aston Villa (5:1) am letzten Spieltag. Der zuletzt genannte hohe Sieg war auch deswegen nicht unwichtig, weil über den besseren Torquotienten die Meisterschaft zugunsten von Portsmouth gegenüber dem Zweitplatzierten Wolverhampton Wanderers entschieden wurde.
Reid war eine der wichtigen Stützen des zweifachen Meisters und neben seiner gefürchteten Schusshärte erzielte er eine Reihe von Kopfballtoren; dazu besaß er ein gutes Passspiel. Dabei harmonierte er auf der halbrechten Seite besonders gut mit Jimmy Scoular sowie Len Phillips und hebelte mit Anspielen in die Tiefe auf Mitspieler wie Rechtsaußen Peter Harris gegnerische Defensivstellungen aus. Dazu überzeugte er als Torjäger und in den insgesamt sechs Jahren bis 1952 war er fünfmal vereinsintern bester Schütze in der Saison. In der Spielzeit 1951/52 sah es kurzzeitig nach einem möglichen dritten Meistertitel aus, aber am Ende reichte es „nur“ für den vierten Rang, wobei Reid erneut 21 Ligatore beigesteuert hatte. Gegen Ende der folgenden Saison 1952/53 wurde Reid auf die defensive Position des Mittelläufers zurückgezogen. Dazu half er in einem FA-Cup-Spiel gegen Scunthorpe United im Januar 1954 als Torhüter aus, nachdem sich Ted Platt verletzt hatte. Schließlich verlor der mittlerweile 38-Jährige im Dezember 1955 seinen Stammplatz an Phil Gunter. Am letzten Spieltag gegen Manchester City (2:4) verabschiedete er sich als Kapitän der Mannschaft, wobei er zwar das bekannte Trikot mit der Nummer 8 trug, aber aufgrund von Verletzungssorgen als linker Verteidiger aushalf.

## Nach der aktiven Laufbahn
Im Sommer 1956 beendete Reid nach 134 Toren in 323 Pflichtspielen seine Erstligakarriere und verdingte sich für eine Saison beim unterklassigen FC Tonbridge als spielender Übungsleiter unter Trainer Douglas Hunt (45 Pflichtspiele/18 Tore) – wenngleich er sich weiterhin in Portsmouth fitzuhalten pflegte. Ein Jahr später nahm er in Portsmouth die Stelle des Platzwarts an, wobei er zunächst die Spielstätte der Jugend- und Reservemannschaften an der Tamworth Road beaufsichtigte und dann ab 1959 für den Fratton Park verantwortlich war. Dazu vertraute ihm der Verein die Leitung der neu erworbenen Jugendherberge an der Yarborough Road an.
Die von Reid gepflegte Heimspielstätte von Portsmouth besaß einen guten Ruf bei aktiven Spielern, wobei beispielsweise der spätere Weltmeisterkapitän Bobby Moore diese mit den Worten lobte: „Wenn du im Fratton Park nicht spielen kannst, dann kannst du nirgendwo spielen“. Fast zwei Jahrzehnte bis zu seiner Pensionierung im Jahr 1978 blieb Reid dem Verein treu und mit einem Benefizspiel im Mai 1980 seines Klubs gegen den FC Southampton wurde er offiziell verabschiedet.
Duggie Reid verstarb im Alter von 84 Jahren im Februar 2002. 2010 nahm der FC Portsmouth ihn posthum in seine klubinterne Hall of Fame auf.

## Titel/Auszeichnungen
- Englischer Fußballmeister (2): 1949, 1950
- Charity Shield (1): 1949 (geteilt)